# Polystichum talamancanum
Polystichum talamancanum là một loài thực vật có mạch trong họ Dryopteridaceae. Loài này được Barrington miêu tả khoa học đầu tiên năm 1989.